# Phffft
Phffft, conocida como Y fueron felices, es una película de comedia romántica en blanco y negro de 1954 protagonizada por Judy Holliday, Jack Lemmon y Jack Carson. Presenta a Kim Novak en un papel pequeño pero significativo. Fue escrita por George Axelrod y dirigida por Mark Robson y fue la segunda película protagonizada por Holliday y Lemmon en ese año.

## Sinopsis
Unos esposos que se divorcian después de ocho años, reconocen que están más descontentos alejados el uno del otro.

## Reparto
- Judy Holliday como Nina Tracey (née Chapman)
- Jack Lemmon como Robert Tracey
- Jack Carson como Charlie Nelson
- Kim Novak como Janis
- Luella Gear como Mrs. Edith Chapman
- Donald Randolph como Dr. Van Kessel
- Donald Curtis como Rick Vidal
- Arny Freeman como la maestra de idiomas de Nina
- Eddie Searles como Tommy
- Merry Anders como Marsha
- Mylee Andreason como la maestra de danza de Robert
- Sally Mansfield como Miss Comstock
- Joyce Jameson como la secretaría
- Bess Flowers como bailarina del Nightclub (extra)
- Charlotte Lawrence como Cynthia

## Reconocimiento
- Judy Holliday fue nominada como "Mejor Actriz" en los Premios BAFTA en 1955.
- La película fue nominada como "Mejor Guion de comedia americana" en el Writer's Guild of America.